# Русский вестник (журнал, 1808—1824)
«Ру́сский ве́стник» (рус. дореф. Русскій Вѣстникъ) — российский ежемесячный журнал патриотической и монархической ориентации, издававшийся в 1808—1824 годы под издательством С. Н. Глинки. Средства для издания предоставлял граф Ф. В. Ростопчин.

## История
Журнал, выходил в Москве в 1808—1820, 1824 (январь — июнь), ежемесячно.